# Allen (Oklahoma)
Allen – miasto w Stanach Zjednoczonych, w stanie Oklahoma, w hrabstwie Hughes.